# Meningeom
Et meningeom er en lokal fortykkelse af hjernehinden.
Meningeomer udgår fra hjernens hinder og kan derfor sidde alle de steder, hvor der er hinder i hjernen. Meningeomer sidder uden på hjernen og trykker på hjernen, fordi kraniet ikke kan give sig. De kan langsomt vokse ind i kraniets knogler og eventuelt også gennem kraniet.
Sygdommen er langt hyppigere hos kvinder end hos mænd og optræder oftest i 50-70 års alderen.
Meningeomer kan behandles ved kirurgi og/eller strålebehandling. I sjældne tilfælde behandles også med kemoterapi.